# Aletopelta coombsi
Aletopelta coombsi ("Coombs vandrande sköld") är en art av dinosaurier som tillhör släktet Aletopelta, en ankylosaurid vars fossil hittades i södra Kalifornien. Släktnamnet är en sammansättning av de grekiska termerna αλετες/aletes, som betyder 'vandrande', och πελτε/pelte, som betyder 'sköld'. Detta släktnamn föreslogs av Ben Creisler. Uppenbarligen ”vandrade” djurets dästa kroppshydda då det flöt ut till havs och bildade ett korallrev i miniatyr efter att ha sjunkit till bottnen. Creisler tog också hänsyn till att fyndplatsen, som finns på en rörlig platta, befann sig någonstans mittemot mittpartiet av Mexiko vid den tiden dinosaurien dog under havsytan. Denna platta har sålunda vandrat norrut medan den bar med sig exemplaret. Artnamnet hedrar vertebratpaleontologen Walter P Coombs, Jr för sitt grundläggande arbete om ankylosaurier och hans år av forskning, vilket har inspirerat många vetenskapsmän, såväl entusiaster som professionella paleontologer.

## Fyndet
Man har inte hittat många rester efter dinosaurier i San Diego, endast ett par hadrosaurier. Dock hittades Aletopelta våren år 1987 vid ett vägarbete i ett marint sediment, tillsammans med ostron, ammoniter, krabbor, fiskar och hajtänder. Det hittades i den 70 miljoner år gamla Point Loma-formationen, vilken avlagrades på havsbottnen under yngre krita (övre campanian) nära det som idag är Carlsbad, Kalifornien. Dinosaurien antogs från början vara en nodosaurid av Tom Demere, anförande paleontolog vid San Diego Natural History Museum, och beskrevs senare av Demere och Coombs. De var övertygade om att fossilet var mer likt nodosauridernas än ankylosauridernas. Detta motsades dock av Jim I. Kirkland (anförande paleontolog i Utah) och Tracy L. Ford. De genomförde en bättre preparation av fossilet samt studerade material efter insamlade ankylosaurier i USA och Kanada. Efter ett år (år 1996) beskrev de om exemplaret och drog slutsatsen att det var en ankylosaurid.

## Kroppsbyggnad
Aletopelta var en medelstor ankylosaurid som uppskattas ha varit runt 4 meter lång. Den är känd från ett fragmentariskt skelett som nu förvaras på San Diego Natural History Museum, San Diego, Kalifornien. Skelettet, som tillhörde en individ i tidigt vuxet stadium, består av lårben, skenben, vadben, ej kompletta delar av ett skulderblad, överarmsben, armbågsben, höger och vänster ischium, ryggkotor, brutna revben, delar av ett kroppspansar över bäckengördeln plus åtminstone 60 fritt liggande pansarplåtar och 8 tänder. Pansaret består tjocka, ihåliga, tält-lika lappar och taggar på skuldrorna, lågkölade plattor på sidorna, ett mosaikmönster av månghörnade knappar som täckte hela bäckenregionen samt ihåliga plattor tvärsöver ryggen (T L Ford och J I Kirkland, 2001).

### Webbkällor
- DinoData (inloggning krävs, gratis)
- Engelska Wikipedia
- Miners Gem's & Minerals